# HMS Dauntless (2006)
HMS Dauntless (D33) (с англ. — «Эскадренный миноносец Eё величества «Неустрашимый», бортовой номер 33») — британский эскадренный миноносец противовоздушной обороны типа 45, или класса Daring, Королевского военно-морского флота, второй эсминец этого класса. Является пятым кораблём британского флота, носящим это имя. Был заложен в 2004 году, спущен на воду в 2007 году и введён в эксплуатацию в июне 2010 года. 

## Строительство
Строительство «Daring» началось на открытых верфях BAE Systems Naval (в настоящее время BAE Systems Maritime — Naval Ships) в Говане (Глазго) на Клайде в августе 2004 года. Корабль был спущен на воду 23 января 2007 года. Спонсором корабля при его спуске была Леди Бернелл-Ньюджент, женой адмирала сэра Джеймса Бернелла-Ньюджента, тогдашнего главнокомандующего флотом.

## Испытания
HMS Dauntless впервые вышел из Клайда в море 14 ноября 2008 года, чтобы провести морские испытания, испытания силовых установок, систем вооружения и систем связи. Dauntless прибыл на базу Портсмут 2 декабря 2009 года и на следующий день 3 декабря 2009 года был передан Министерству обороны. Во время морских испытаний посетил Ньюкасл-апон-Тайн в мае 2010 года.

## История

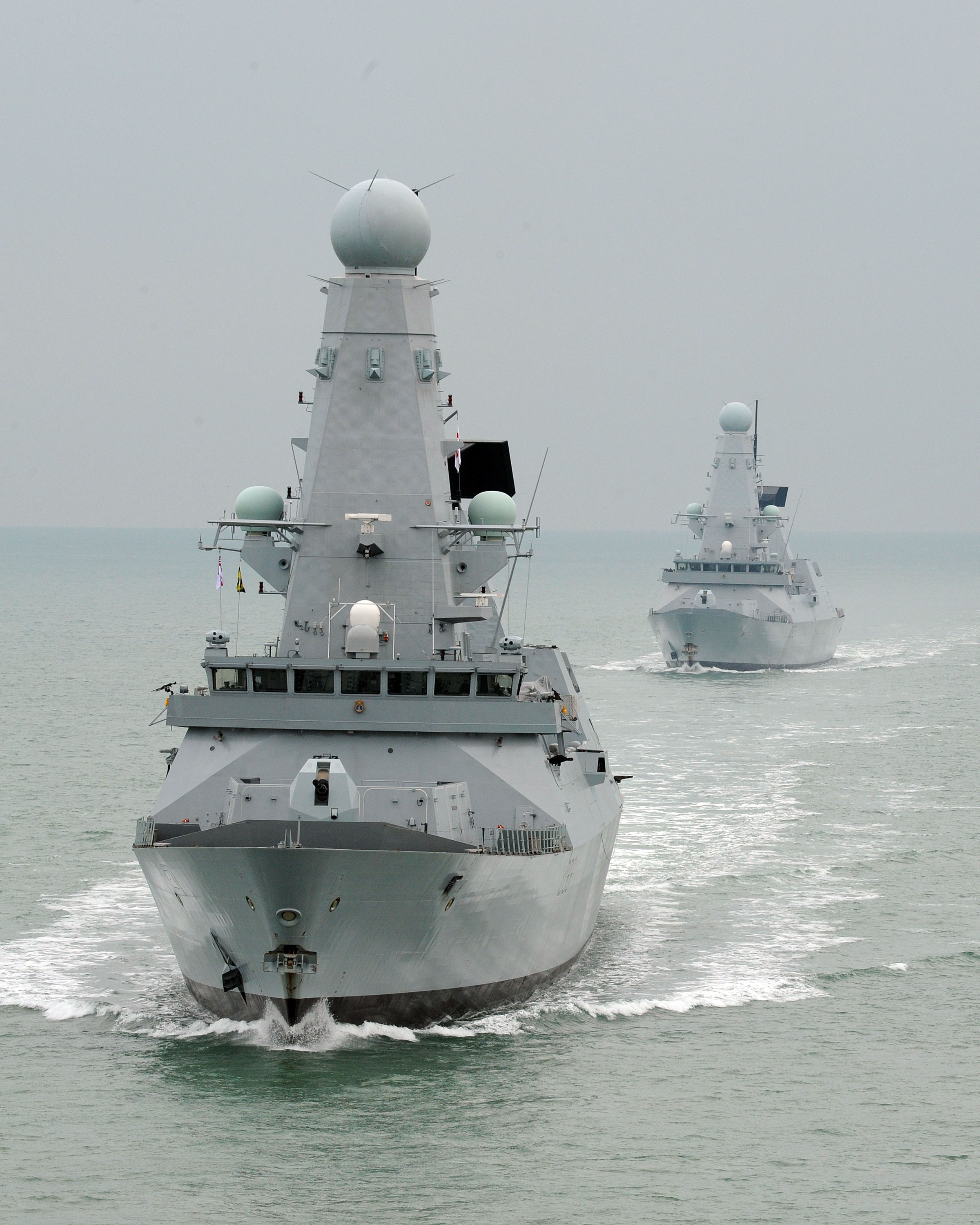
HMS Dauntless (впереди) и HMS Daring на манёврах у острова Уайт. 2010 год.

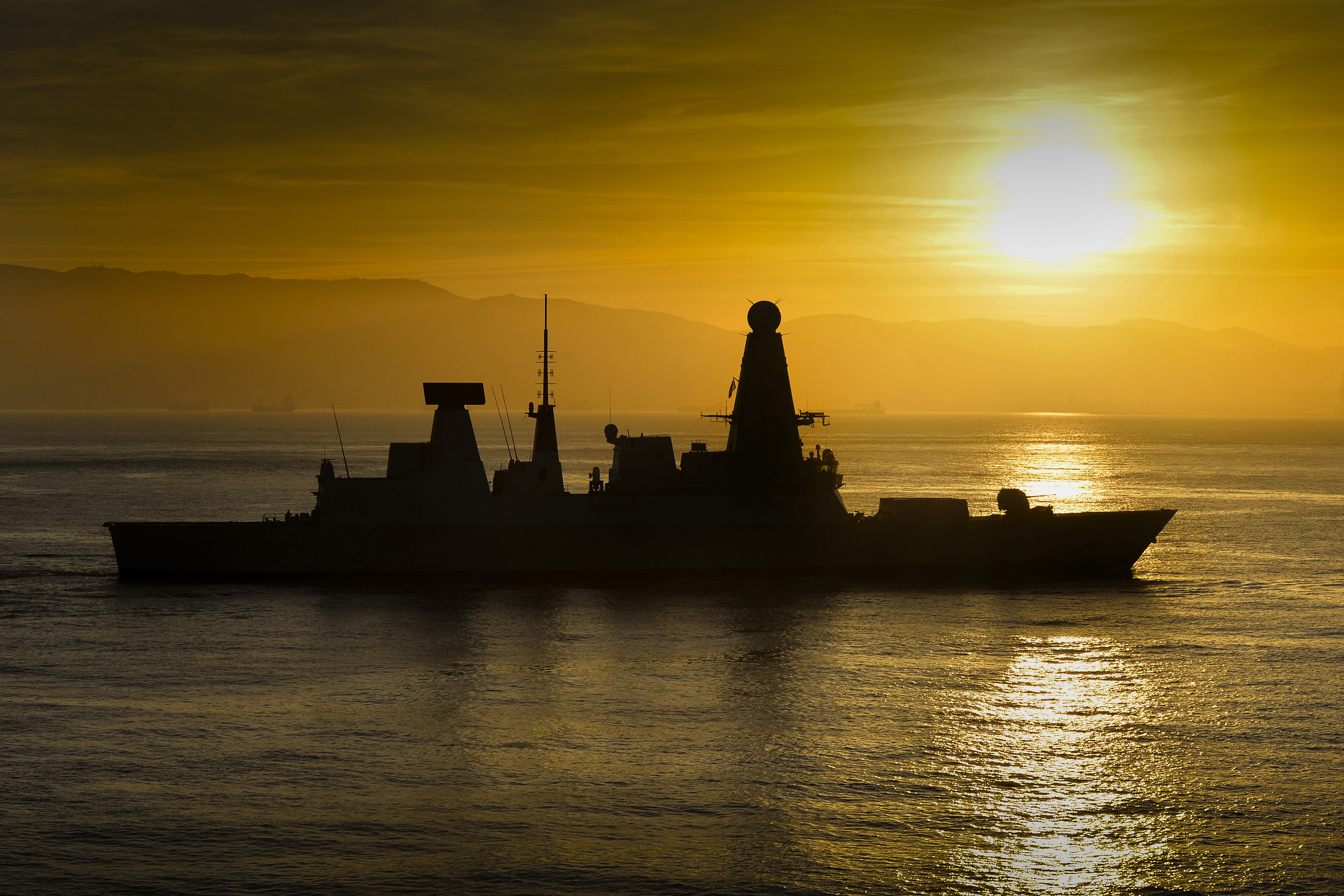
На пути в Гибралтар (2015).

Dauntless был введён в эксплуатацию 3 июня 2010 года. В октябре 2010 года корабль завершил стрельбы Sea Viper на полигоне Внешних Гебридских островов . Судно было принято на вооружение 16 ноября того же года.
В мае 2011 года Dauntless принял участие в учениях «Саксонский воин» на Западных подходах, кульминацией которого стали еженедельные учения Королевского флота, так называемая «Война в четверг».
В июне 2011 года Dauntless отправился через Атлантический океан в Норфолк (штат Вирджиния), чтобы принять участие в военных учениях FRUKUS между Россией, Францией, США и Великобританией. По пути в Атлантику провёл манёвры с российским БПК «Адмирал Чабаненко», который также направлялся на учения FRUKUS, проводя перекрёстные вертолётные учения, на которых два вертолета Dauntless приземлились на российский корабль. 
В сентябре 2011 года Dauntless стал первым кораблём своего класса, который посетил Лондон, пройдя по Темзе до причала напротив Городского лондонского аэропорта, приняв участие в Международном мероприятии по оборонному и охранному оборудованию. 25 ноября 2011 года HMS Dauntless принял Президента Турции Абдуллаха Гюля.
В январе 2012 года Dauntless был развёрнут в Южной Атлантике, сменив фрегат HMS Montrose, который был дислоцирован вокруг Фолклендских островов. Развертывание было осуждено правительством Аргентины, которое утверждало, что Великобритания «милитаризировала Южную Атлантику».
В 2015 году Dauntless был направлен на Ближний Восток с небольшой задержкой для участие в столетии Дарданелльской операции. Были проведены антипиратские патрули, а также сопровождение авианосца ВМС США USS Carl Vinson (CVN-70), который участвовал в авиаударах против «Исламского государства». В ноябре 2015 года Dauntless участвовал с другими кораблями противовоздушной обороны НАТО в операции «Демонстрация в море» по борьбе против баллистических ракет .
С апреля 2016 года корабль использовался в качестве инженерного учебного судна в ожидании ремонта.